# Фестивал гудача, Сремска Митровица
Фестивал гудача је културно догађање великог значаја у Сремској Митровици, који организује и остварује Музичка школа „Петар Кранчевић“ из Сремске Митровице.

## Структура културног догађаја
Основна идеја организатора била је праћење развоја и квалитета педагошког рада и уметничко-солистичког музицирања на гудачким инструментима.
Фестивал пружа шансу младим уметницима основног и средњег школског музичког образовања да музицирањем на виолини, виоли, виолончелу и контрабасу опробају свој такмичарски дух и васпитно-образовно се усавршавају на покрајнском и републичком нивоу. Сваке године Сремска Митровица је домаћин великом броју учесника из наше земље као и припадницима различитих народа који свој уметнички развој стичу на територији АП Војводине и Републике Србије, чиме се школа организатор нарочито поноси.
Угледни и уважени уметници и професори гудачких инструмената, који су својим дугогодишњим педагошким и уметничким радом унапредили квалитет музицирања на гудачким инструментима, дугогодишњим учешћем у жирију потврђују значај ове манифестације.
Први Фестивал одржан је крајем маја 2003. године у Музеју Срема. Учествовало је 111 младих уметника.